# Primer Rdeči
Primer Rdeči (izvirno nemško Fall Rot) je bila nemška vojaška operacija, s katero je Tretji rajh dokončno zavzel Francijo. Operacija se je pričela neposredno po končanem Primeru Rumeni.